# Dirades leucocephala
Dirades leucocephala är en fjärilsart som beskrevs av Walker 1862. Dirades leucocephala ingår i släktet Dirades och familjen Uraniidae. Inga underarter finns listade i Catalogue of Life.